# Tandoori
Pour les articles homonymes, voir Tandoori (homonymie).

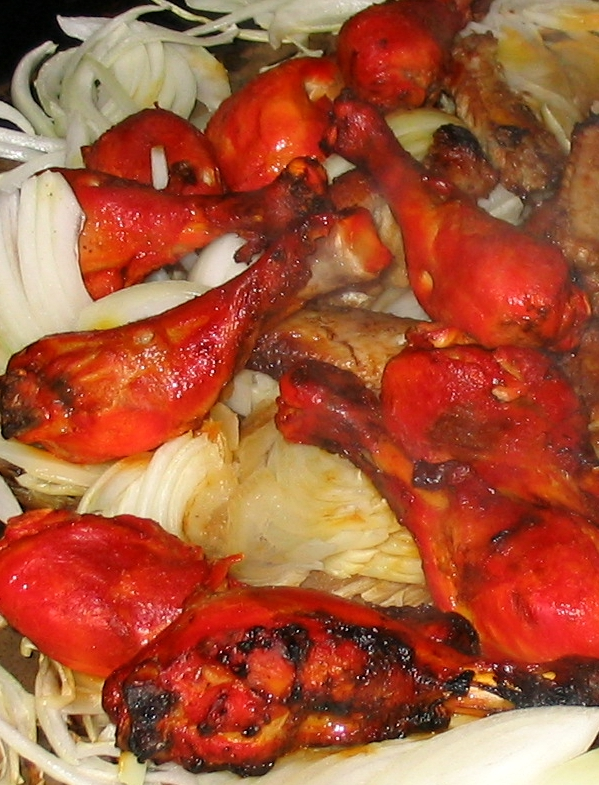
Poulet tandoori dans un plat populaire de la cuisine punjabi.

Tandoori se dit des aliments cuits dans un tandoor et, par extension, la cuisine faite à l'aide du tandoor.

## Origine
La cuisine tandoori vient du Pendjab, au nord de l'Inde, où les habitants avaient jadis chacun un tandoor chez eux, et elle concernait quatre choses : deux sortes de pain ou galette, le naan (nân) et le chapati, le poulet (tandoori murg) et l'agneau (boti kebab), et plus tard une cinquième préparation, le poisson tandoori ou machi tikka, spécialité de Bombay.

## Préparation
Les viandes (poulet tandoori, agneau, poisson) sont enduites de yaourt mélangé de poudre d'épices (souvent garam masala, gingembre, ail, cumin, piment de Cayenne), marinées une nuit, essuyées et mises à cuire dans le tandoor. Certains plats tandooris, comme le naan, ne nécessitent pas d'épices.
Le tandoori est servi ensuite avec des accompagnements rafraîchissants.